# Matilde Rodríguez (actriz)

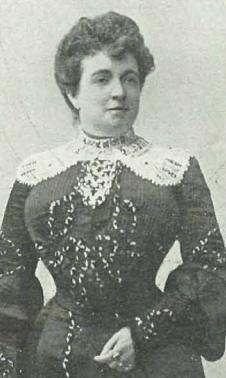
Matilde Rodríguez en 1910

Matilde Rodríguez (Ronda, 1865 - † Madrid el 8 de noviembre de 1913), fue una actriz española.

## Biografía
Considerada una de las grandes damas de la escena española de finales del siglo XIX y principios del siglo XX, estuvo casada con el también actor José Rubio Laynez († 1929). Debutó sobre las tablas en el Teatro Cervantes de Sevilla, de la mano de la compañía de Victorino Tamayo. 
Instalada en Madrid desde la década de 1880, actuó en los Teatros de la Comedia y Lara. Su consagración definitiva se produjo con la obra Los dulces de la boda, contratada por el empresario Emilio Mario. Otros de sus grandes éxitos profesionales fueron Nuestra Señora (1890), de Carlos Arniches, junto a Balbina Valverde, Pedro Minio (1908), de Benito Pérez Galdós, La sombra del padre (1909), de Gregorio Martínez Sierra, La reja (1897), Doña Clarines (1909), Los Galeotes (1900) o Las flores (1901), con Rosario Pino y Concha Catalá, todas ellas de los Hermanos Álvarez Quintero.
Su última etapa profesional la desarrolló en el Teatro Español.